# Операција Звијезда ’94
Операција Звијезда ’94 је кодни назив за операцију Војске Републике Српске у пролеће 1994. године, у Горњем Подрињу. Циљ операције је био да се заузимањем Горажда натера политичко руководство РБиХ на преговоре о потписивању примирја.

## Увод
Шири рејон Горажда, идући у смеру казаљке на сату, држале су бригаде сарајевско-романијског, дринског и херцеговачког корпуса. На главном, југоисточном правцу, налазила се мешовита херцеговачка бригада (по један батаљон из сваке бригаде херцеговачког корпуса) и два одреда бригаде Специјалне бригаде полиције; резерва и бок су биле 3. и 4. подрињска бригада, те 11. херцеговачка бригада. Комуникацију Сарајево – Горажде надгледао је 7. извиђачко-диверзантски одред. Ватрену подршку су пружали један оклопни батаљон и два артиљеријска дивизиона. Са северног правца нападала је дринска тактичка група, коју су чинили Рогатичка, 3. и 5. подрињска бригада, као и јединице мешовитог састав извучене из осталих бригада дринског корпуса. На западној страни, линију према фронту су држала четири батаљона сарајевско-романијског корпуса (са Пала, Јахорине и Праче). Све заједно, ВРС је имао на располагању 13.000 – 14.000 бораца. Командовање операцијом је поверено заповеднику Херцеговачког корпуса, генерал-мајору Радовану Грубачу. Са друге стране, пуковник Ферид Буљубашић, заповедник Источнобосанске оперативне групе АРБиХ, командовао је са око 8.000 војника наоружаних углавном пешадијским оружјем.

## Ток операције
На северном правцу, дринска тактичка група пробила се 7. априла око два километра у дубину. На југоисточном правцу, херцеговачка тактичка група успела је 8. априла да заузме село Зупчићи, продревши шест километара у непријатељеву позадину. У наредних 5-7 дана, ВРС привремено зауставља операцију због НАТО ваздушних напада. 15. априла операција се наставља, и за три дана ВРС успева да сломи линију одбране АРБиХ и осваја најважније коте око Горажда. У преговорима са УНПРОФОР-ом договорена је демилитаризација Горажда.